# Çukur
Pour l’article homonyme, voir Čukur.
Çukur (trad. «La Fosse») est une série télévisée turque d'action, de drame et de thriller policier produite par Ay Yapım, réalisée par Sinan Öztürk et écrite par Gökhan Horzum et Damla Serim,,. La série débute le 23 octobre 2017 et se termine le 7 juin 2021 avec un total de 131 épisodes répartis sur quatre saisons,.

## Synopsis
La famille Koçovalı contrôle Çukur, un quartier d'Istanbul où la criminalité règne. Malgré leur implication dans les activités criminelles, ils respectent des règles strictes, notamment l'interdiction des drogues. Personne ne peut produire, consommer ou vendre de drogue à Çukur. Cependant, de nouveaux arrivants essaient de défier cette règle.

## Tournage
La série Çukur est tournée dans le quartier de Balat, dans le district de Fatih à Istanbul . L'équipe filme certaines scènes des premiers épisodes de la première saison à Paris et des scènes de la troisième saison à Berlin,. En 2022, après la fin de la série, un incendie éclate dans le bâtiment du café utilisé dans plusieurs scènes.

## Casting
| Actor                  | Characters                        | About |
| ---------------------- | --------------------------------- | --- |
| Aras Bulut İynemli     | Yamaç Koçovalı                    | Yamaç Koçovalı est le fils cadet d'Idris et de Sultan Koçovalı. Il quitte le quartier après le meurtre d'un homme dans le but de protéger sa famille, puis revient après la mort de son frère Kahraman pour prendre la direction de Çukur. Dès son retour dans le quartier de Çukur, il devient le chef de la mafia locale. Yamaç se distingue par son intelligence, sa capacité à trouver des solutions inattendues aux problèmes, et ses compétences remarquables en combat. Il entretient des relations uniques avec chacun de ses frères, notamment Salih. Lorsque Çukur se retrouve sous le contrôle des Karakuzular, Sena, son épouse, lui conseille de rassembler ses frères pour reprendre le quartier. Après la mort de Sena, Yamaç envisage de quitter Çukur, mais sa rencontre avec un enfant atteint de leucémie le persuade de rester. Par la suite, il tombe amoureux d'Efsun et l'épouse. Ensemble, ils ont une fille nommée Masal. Yamaç a également un fils, Yamaç Jr., issu de sa relation avec Nehir.                                                                                    |
| Dilan Çiçek Deniz      | Sena Koçovalı                     | Premier amour et épouse de Yamaç. Demi-sœur d'Emrah, elle souffre de troubles psychologiques à cause des médicaments que ce dernier lui donne et subit un avortement. Après la prise de contrôle de Çukur par les Karakuzular, elle s'occupe de la famille Koçovalı et conseille à Yamaç de réunir tous ses frères, notamment Salih, afin de reprendre le quartier. Elle se sacrifie pour protéger sa famille et se fait enlever par Mahsun puis tuer par Yücel. |
| Damla Sönmez           | Efsun Kent                        | Fille de Baykal et de Şifa, Efsun est la deuxième épouse de Yamaç et la mère de Masal. Elle arrive initialement comme une ennemie de la famille Koçovalı, cherchant à venger la mort de son père en collaborant avec Yücel pour assassiner Idris Koçovalı. Cependant, elle finit par tomber amoureuse de Yamaç. Plus tard, Efsun et sa fille deviennent les otages de Nizam dans le cadre d'un plan orchestré par Kulkan et Çağatay, la forçant à chanter dans une boîte de nuit. Elle est finalement sauvée par Yamaç, avec qui elle finit par se marier. |
| Erkan Kolçak Köstendil | Salih Koçovalı (Vartolu Sadettin) | Aussi connu sous le nom Sadettin Vartolu, il est le fils illégitime d'Idris Koçovalı et de Mihriban. Abandonné après la mort de sa mère, il grandit dans des situations très difficiles. Il est en premier lieu l'ennemi de la famille Koçovalı, cherchant à se venger de la mort de sa mère. Il tue son demi-frère aîné Kahraman, et prend le contrôle du quartier avec l'aide de Selim (son demi-frère), Emrah et Nazım. Il finit par se réconcilier avec sa famille. Salih est également l'amour d'enfance et l'époux de Saadet, avec qui il a un fils nommé Idris Jr. |
| Ercan Kesal            | Idris Koçovalı                    | Fondateur et chef du quartier de Çukur. Père de Cumali, Kahraman, Selim, Salih (Vartolu) et Yamaç ainsi que le mari de Sultan. Il impose des règles strictes dans le quartier, notamment l'interdiction de la vente de drogues, respectant un code d'honneur malgré l'implication de sa famille dans le crime. Lors d'un événement crucial, Idris se sacrifie pour protéger sa famille et demande à Yamaç de le tuer, suivant ainsi le plan de Yücel. |
| Perihan Savaş          | Sultan Koçovalı                   | Épouse d'Idris et mère de Cumali, Kahraman, Selim et Yamaç, Sultan Koçovalı jouit d'un grand respect dans le quartier de Çukur. Très stricte, elle entretient des relations tendues avec presque tous les membres de la famille Koçovalı. Avec l'aide de Paşa, elle décide d'exiler son beau-fils Salih et sa mère, sans en informer Idris. La tension entre elle et Salih s'intensifie lorsque celui-ci tue son fils Kahraman, un acte qu'il regrette par la suite. |
| Öner Erkan             | Selim Koçovalı                    | Selim Koçovalı est le fils d'Idris et de Sultan, l'ex-mari d'Ayşe, le père adoptif d'Akın et le père biologique de Karaca. Il trahit d'abord sa famille en prenant le contrôle du quartier de Çukur avec l'aide de Vartolu, d'Emrah et de Nazım. Se rendant compte de son erreur, il se réconcilie par la suite avec ses proches. Bien qu'il refuse de devenir le chef du quartier, il entretient des relations étroites avec Salih et Yamaç. Selim meurt lorsque Çağatay Erdenet lui plante un couteau alors qu'il apporte des documents de propriété pour protéger Çukur de la famille Erdenet. |
| Necip Memili           | Cumali Koçovalı                   | Cumali Koçovalı est le fils aîné de la famille Koçovalı et codirigeant de la mafia du quartier de Çukur. Il est le fils d'Idris et de Sultan et porte le nom de son oncle. Après 11 ans passés en prison, il présente de nombreuses similitudes avec son père. Cumali utilise des méthodes traditionnelles pour éliminer les ennemis de sa famille et se trouve souvent en conflit avec ses jeunes frères, Salih et Selim, traîtres de la famille. Son plus jeune frère, Yamaç, joue le rôle de médiateur entre eux. Finalement, Cumali se réconcilie avec Salih et Selim après qu'ils expriment sincèrement leurs regrets pour leurs actions passées. Il accepte un mariage arrangé avec Damla, et bien que leur premier enfant meure avant sa naissance à cause de Çağatay Erdenet, ils finissent par tomber amoureux et ont une fille nommée Asiye. Dans la saison 4, Cumali tire trois fois sur Yamaç après la découverte que celui-ci est contraint de tuer leur père pour sauver leur famille. Après que Yamaç survit aux trois balles, Cumali l'exile de Çukur, mais se réconcilie ensuite avec lui. |
| Rıza Kocaoğlu          | Ali Çoban (Aliço)                 | Aliço est un sniper talentueux présentant des traits d'autisme. Fils de Yavuz Çoban, il quitte son domicile à cause des abus psychologiques subis de la part de son père. Par la suite, Idris Koçovalı l'accueille et l'intègre dans sa famille. Aliço possède une grande intelligence et une mémoire photographique, ce qui l'aide à défendre le quartier contre ses ennemis. Il entretient un lien spécial avec chaque membre de la famille Koçovalı, bien qu'il soit le plus proche de Yamaç. Aliço tombe amoureux de Hale et endure beaucoup de souffrances après sa mort. Par la suite, il rencontre Seher et développe des sentiments pour elle. |
| Mustafa Üstündağ       | Kahraman Koçovalı                 | Kahraman Koçovalı est le fils d'Idris et le co-leader de Çukur. Il est l'époux de Nedret et le père d'Akşın et d'Acar. Les hommes de Vartolu le tuent au début de la première saison. Dans la saison 3, des indices laissent entendre qu'il est également le père biologique d'Akın Koçovalı. |
| Burak Dakak            | Akın Koçovalı                     | Akın Koçovalı est le petit-fils aîné d'Idris et Sultan Koçovalı et le fils de Selim et Ayşe. Mari de Yasmin, il souffre d'asthme. Akın sauve Yücel de la mort et l'aide dans son plan pour tuer son propre grand-père. Par la suite, il ressent une profonde culpabilité et commence à aimer et soutenir sa famille dans les moments les plus difficiles. Dans la saison 3, des indices laissent penser qu'il n'est pas le fils biologique de Selim, mais peut-être celui de Kahraman. |
| Burak Sergen           | Baykal Kent (Beyefendi)           | Baykal est un puissant leader mafieux et un ennemi de la famille Koçovalı dans la série Çukur. Il est le père de Nazım, Emrah et Efsun. Baykal cherche à prendre le contrôle du quartier de Çukur avec l'aide de Salih et Selim. Il est tué par Elvis et la mafia russe après la découverte du décès d'un des dirigeants de la mafia, tué par Laz, un homme de main de Baykal. |
| Tansu Biçer            | Yücel Tansoy (Yüzüklü)            | Yücel Tansoy est le cofondateur et ancien codirigeant des Karakuzular, ainsi qu'un ennemi de la famille Koçovalı. Il tue Sena et Akşın et pour venger la mort de son père, avec l'aide d'Azer, Timsah, Efsun et Akın, il force Yamaç à tuer son propre père, Idris Koçovalı. Par la suite, Yücel commence à travailler pour Çağatay Erdenet. Yamaç le tue. |
| Erkan Avcı             | Çeto                              | Çeto est le cofondateur et codirigeant des Karakuzular. Il se positionne en ennemi du quartier de Çukur et de la famille Koçovalı. Avec Mahsun et les Karakuzular, il prend le contrôle du quartier après une attaque contre la famille Koçovalı. Çeto vend secrètement les organes des membres décédés des Karakuzular. Il incite Mahsun à tuer son propre père, et Mahsun le tue ensuite. |
| Berkay Ateş            | Fikret Canseven (Mahsun)          | Mahsun est le co-leader des Karakuzular et un ancien ennemi du quartier de Çukur et de la famille Koçovalı. Il tombe amoureux de Sena. Il tue son propre père devant sa mère à cause de Çeto puis tue ce dernier. Plus tard, il revient en tant que garde du corps de Yamaç et finit par quitter le quartier avec les membres restants des Karakuzular et sa mère pour commencer une nouvelle vie. |
| Mustafa Avkıran        | Cengiz Erdenet                    | Cengiz Erdenet est l'homme d'affaires le plus riche et le plus puissant d'Istanbul, ainsi qu'un ennemi de la famille Koçovalı. Il est le père d'Ogeday, Çağatay, Arık et Kulkan, et l'époux de Süreyya et Olga. Propriétaire de la holding Erdenet, il dirige également le plus grand trafic de drogue d'Istanbul. Yamaç, Cumali et Akın le tuent. |
| Nejat İşler            | Çağatay Erdenet                   | Çağatay Erdenet est un puissant chef de la mafia et le plus grand trafiquant de drogue d'Istanbul. Ennemi de la famille Koçovalı, il est le fils aîné de Cengiz Erdenet et d'Olga. Il nourrit un amour secret pour Efsun. Çağatay supervise le trafic de drogue et les activités illégales de son père. Il tue Selim pour venger son frère Arık. Il élimine également sa cousine Seren, qui est responsable de la mort de sa mère. De plus, il est responsable de la mort du premier enfant non né de Cumali et Damla. Yamaç, Cumali et Akın le tuent pour venger la mort de Selim. |
| Barış Arduç            | Arık Böke Erdenet                 | Arık Erdenet est le fils cadet de Cengiz Erdenet et d'Olga. Il se positionne en tant qu'ennemi de Çukur et de la famille Koçovalı. Arık reprend le trafic de drogue de son père après l'arrestation de son frère Çağatay par la police. Cumali le tue lors d'un duel lorsque Arık évoque l'enfant mort de Cumali. |
| Müfit Kayacan          | Cumali Koçovalı Sr. (Amca)        | Le frère aîné d'Idris Koçovalı, longtemps présumé mort, devient un ennemi de la famille Koçovalı et dirige une mafia de la drogue opérant entre la Turquie et l'Afghanistan. Idris tente de protéger Çukur des drogues en lui tirant dessus, mais Muhittin le sauve et Idris décide de l'exiler. Sous l'identité de Halil Ibrahim Gökçetaş, il revient pour se venger et prend le contrôle du quartier. Il aide Kulkan Erdenet à torturer Yamaç loin du quartier pour faire oublier son identité. Il tue Karaca et ordonne la mort de Celasun. Salih et Akın, avec le soutien de Yamaç et Cumali, mettent fin à sa vie. |
| Cihangir Ceyhan        | Azer Kurtuluş                     | Azer Kurtuluş est un chef de la mafia de la drogue à Istanbul et un ennemi de la famille Koçovalı. Il aide Yücel dans son plan visant à tuer Idris Koçovalı, dans le but de venger la mort de son frère Savaş. Il tombe amoureux de Karaca Koçovalı et finit par l'épouser. Cependant, après avoir découvert son implication dans la mort d'Idris Koçovalı, Karaca tue Azer. |
| Kadir Çermik           | Mücahit Savcıbey (Emmi)           | Mücahit Savcıbey, aussi connu sous le nom d'Emmi, est un vieil ami fidèle d'Idris et de Paşa. Emmi est l'une des figures les plus respectées du quartier de Çukur. Après la mort de ses deux amis de toujours, il souffre d'Alzheimer. Cumali Koçovalı, le frère d'Idris, met fin à ses jours. |
| Çetin Sarıkartal       | Cihangir Şahin (Paşa)             | Cihangir Şahin, aussi connu sous le nom de Paşa, est un vieil ami fidèle d'Idris et d'Emmi. Il est l'une des figures les plus respectées du quartier de Çukur. Il dirige le commerce d'armes du quartier. Les Karakuzular le tuent. |
| Nebil Sayın            | Muhittin Derbent                  | Muhittin, le barbier du quartier de Çukur, est un vieil ami d'Idris, d'Emmi et de Paşa. Père de Meke, il sauve la vie de Cumali, frère d'Idris, après que ce dernier lui ait tiré dessus. Les Karakuzular le tuent. |
| Cem Uslu               | Metin Yaman                       | Metin Yaman, l'un des hommes les plus loyaux et dignes de confiance de Çukur, travaille comme garde du corps de la famille Koçovalı. Frère aîné de Kemal, il perd son œil gauche lors de l'attaque des Karakuzular. |
| Uğur Yıldıran          | Kemal Yaman                       | Kemal Yaman, frère cadet de Metin, fait partie des hommes les plus loyaux et dignes de confiance de Çukur. Il travaille comme garde du corps de la famille Koçovalı. Pour protéger Yamaç, il se sacrifie et meurt aux mains d'Azer Kurtuluş. |
| Aytaç Uşun             | Mustafa Derbent (Meke)            | Meke, l'un des hommes les plus loyaux et dignes de confiance de Çukur, est le fils de Muhittin et hérite du salon de coiffure après la mort de son père. Meilleur ami de Celasun, il tombe amoureux de Fidan et finit par l'épouser. |
| Kubilay Aka            | Celasun Gümüş                     | Celasun, l'un des hommes les plus loyaux et dignes de confiance de Çukur, devient un homme de Vartolu pour venger secrètement la mort de son père, mais se réconcilie plus tard avec lui. Il tombe amoureux d'Akşin et l'épouse, puis développe des sentiments pour Karaca. Cumali Koçovalı, l’aîné, donne l'ordre à l'Homme Masqué de le tuer. |
| Mustafa Kırantepe      | Medet İnce                        | Medet est le bras droit et ami de longue date de Vartolu. Il souffre de problèmes pulmonaires après une blessure subie lors de l'attaque des Karakuzular. Il tombe amoureux de Cennet. Après que Cumali Koçovalı, l’aîné, prend le contrôle du quartier, il est en mauvais termes avec Salih, mais se réconcilie ensuite avec lui. |
| Ferit Kaya             | Murtaza Surlu (Feri)              | Marchand d'armes et ancien apprenti de Paşa, il arrive en tant qu'ennemi de la famille Koçovalı et travaille pour Azer et la famille Erdenet. Il tombe amoureux d'Ayşe et l'épouse. Par la suite, il devient le bras droit de Vartolu et sauve même la vie de Yamaç. Il se suicide après la mort d'Ayşe. |
| Hare Sürel             | Damla Koçovalı                    | Fille d'Uluç et épouse de Cumali, elle est la mère d'Asiye. Femme courageuse, elle aide la famille Koçovalı dans des situations difficiles. Çağatay Erdenet la force à tuer son propre enfant. |
| Ece Yaşar              | Karaca Koçovalı                   | Karaca est la fille de Selim et d'Ayşe, ainsi que la petite-fille d'Idris. Elle tombe d'abord amoureuse de Celasun, qui la rejette. Par la suite, elle tombe amoureuse d'Azer et l'épouse, mais elle le tue lors de leur nuit de noces sur ordre de Sultan, après avoir découvert son rôle dans la mort d'Idris. Elle revient ensuite vers Celasun lorsque celui-ci développe des sentiments pour elle. Cumali Koçovalı, l’aîné, la tue. |
| İrem Altuğ             | Ayşe Yılmaz                       | Ayşe Yılmaz, ex-femme de Selim et mère d'Akın et de Karaca, épouse Murtaza par la suite. Elle possède un salon de beauté. Sa relation avec sa fille est tendue, et elle refuse de se connecter émotionnellement avec elle. Ironiquement, elle est la première à comprendre les raisons de la mort de sa fille et connaît une crise émotionnelle. Şahram la tue alors qu'elle tente de venger sa fille. |
| Boncuk Yılmaz          | Saadet Koçovalı                   | Saadet Koçovalı est la servante de la famille Koçovalı, elle grandit dans leur maison. Femme de Salih et mère d'Idris Jr., elle entretient une relation proche avec Sena Koçovalı. Yamaç Koçovalı la considère comme une sœur. |
| İlayda Alişan          | Akşin Koçovalı (Akkız)            | Akşin Koçovalı, surnommée Akkız, est la fille de Kahraman et de Nedret, ainsi que la petite-fille d'Idris. Elle tombe amoureuse de Celasun et l'épouse. Cependant, son visage subit de graves blessures lors de l'attaque des Karakuzular, ce qui entraîne des problèmes psychologiques. Yücel la tue. |
| Hazal Subaşı           | Nehir Bursalı                     | Nehir Bursalı, ancienne amante et amie de Yamaç, le rencontre dans un asile psychiatrique. Elle a un fils nommé Yamaç Jr. qu'elle a eu avec Yamaç. Elle confie son fils à Efsun après avoir reçu un diagnostic de cancer. |
| Gamze Doğanoğlu        | Yasmin Koçovalı                   | Yasmin Koçovalı, sœur d'Iskender et épouse d'Akın, souffre de problèmes psychologiques en raison de la guerre dans son pays d'origine, l'Afghanistan. |
| Zeynep Kumral          | Nedret Koçovalı                   | Nedret Koçovalı est la femme de Kahraman et la mère d'Akşin et d'Acar. Les Karakuzular la tuent. |
| Şenay Gürler           | Meliha Sancaklı                   | Meliha Sancaklı, ancienne amante d'Idris Koçovalı et chanteuse dans les nightclubs d'Istanbul, se prend une balle d'Idris, qui pense l'avoir tuée. Paşa et Sultan la sauvent ensuite. |
| Gamze Dar              | Mihriban Helvacı (Gonca)          | Mihriban Helvacı, surnommée Gonca, est l'ancienne amante d'Idris Koçovalı et la mère de Salih. Elle rencontre Idris alors qu'elle travaille dans un bar et a une romance avec lui, qui aboutit à sa grossesse avec Salih. Pendant qu'Idris est en prison, elle demande à Sultan de s'occuper de son fils et de le laisser grandir avec son père, mais Sultan refuse. Paşa la contraint ensuite à épouser Kasım Helvacı, le chauffeur d'Idris. Kasım la tue. |
| Nur Sürer              | Fadik Kurtuluş                    | Fadik Kurtuluş est la mère d'Azer Kurtuluş et de ses huit frères et sœurs. Elle quitte Istanbul dans un état de folie après la mort de tous ses fils. |
| Salih Kalyon           | Yavuz Çoban                       | Yavuz Çoban est le père d'Aliço. Ancien commandant et soldat à la retraite, il oblige Aliço à mener une vie militaire. Zafer, son propre fils, le tue. |
| İlkay Akdağlı          | Nedim                             | Nedim, bras droit de Cumali Koçovalı Sr., travaille comme espion parmi la famille Koçovalı tout en prétendant être serveur au café de Çukur. Salih le tue. |
| Genco Özak             | Kulkan Erdenet                    | Kulkan Erdenet est le fils cadet de Cengiz Erdenet et de Süreyya. Ennemi de Çukur et de la famille Koçovalı, il aide son père dans la guerre contre Çukur. Avec l'aide de Cumali Koçovalı Sr., il kidnappe Yamaç et le torture pendant trois ans dans une grotte pour venger la mort de son frère Ogeday. Efsun le tue. |
| Baki Davrak            | Ogeday Erdenet                    | Ogeday Erdenet est le fils aîné de Cengiz Erdenet et de Süreyya. Il supervise le groupe Erdenet et les affaires juridiques de son père. Kulkan, son propre frère, le tue dans un piège tendu par Yamaç, Cumali et Akın. |
| İrem Sak               | Seren Erdenet                     | Seren Erdenet est la nièce de Cengiz Erdenet et la cousine d'Ogeday, Çağatay, Arık et Kulkan. Elle aide Arık dans la guerre contre Çukur. Pour venger la mort de son père, elle tue à la fois Olga et Süreyya. Çağatay Erdenet la tue ensuite. |
| Suna Yıldızoğlu        | Olga Erdenet                      | Olga Erdenet est l'une des épouses de Cengiz Erdenet et la mère de Çağatay et Arık Böke. Femme russe, elle contrôle toutes les finances de Cengiz provenant de son trafic de drogue. Seren la tue. |
| Filiz Taçbaş           | Süreyya Erdenet                   | Süreyya Erdenet est l'une des épouses de Cengiz Erdenet et la mère d'Ogeday et de Kulkan. Seren la tue. |
| Meral Çetinkaya        | Makbule Kent                      | Makbule Kent est la mère de Baykal et la grand-mère de Nazım, Emrah et Efsun. Efsun la tue. |
| Ahmet Tansu Taşanlar   | Nazım Kent                        | Nazım Kent est l'avocat, fils de Baykal et demi-frère d'Emrah et d'Efsun. Ennemi de Çukur et de la famille Koçovalı, il provoque la mort de Baykal en le livrant à la mafia russe. Avec l'aide d'Emrah, Vartolu et Selim, il prend le contrôle du quartier. Emrah le tue ensuite. |
| Alperen Duymaz         | Emrah Kent                        | Emrah Kent, ancien chef de police et fils de Baykal et de Güzide, est le demi-frère de Sena. Ennemi de Çukur et de la famille Koçovalı, il prend le contrôle du quartier avec l'aide de Nazım, Vartolu et Selim. Nazım le tue ensuite. |
| Mehmet Yılmaz Ak       | Ersoy                             | Ersoy est un comptable et membre principal des Karakuzular. Il rejoint les Karakuzular après que Çeto et Mahsun le sauvent d'intimidateurs au lycée. Par la suite, il trahit le groupe en découvrant que Çeto vend les organes des membres décédés des Karakuzular et commence à aider Yamaç. Çeto le tue ensuite. |
| Ramin Nazir            | Lal Fındık                        | Lal Fındık est un petit homme muet et membre principal des Karakuzular. Il fait partie des hommes les plus proches de Çeto et gère son activité secrète de vente des organes des membres décédés des Karakuzular. Il tente de kidnapper Idris Jr, mais Selim lui tire dessus et le tue. |
| Meli Bendeli           | Celil (Timsah)                    | Celil, surnommé Timsah, est le chef d'une mafia de trafic de drogue à Istanbul. Ennemi de Çukur et de la famille Koçovalı, il aide Yücel dans son plan pour tuer Idris Koçovalı afin de venger son ami Sedat. Salih le tue. |
| Serhat Özcan           | Uluç (Reis)                       | Uluç Reis est le père de Damla et ami d'Idris et d'Emmi. Il fait partie des anciens respectés de la mafia d'Istanbul et possède une usine de construction navale. Il collabore secrètement avec Yücel contre la famille Koçovalı dans le but de prendre le contrôle de Çukur. Yücel le tue. |
| Sarp Akkaya            | Şahram Göçer                      | Şahram Göçer est le chef d'un gang de motards originaire d'Afghanistan. Il est un allié de Cumali Koçovalı Sr., qui le considère comme un fils. Ennemi de Çukur et de la famille Koçovalı, il attaque le quartier à la demande de Cumali Koçovalı Sr. Yamaç, Cumali, Salih et Akın le tuent. |
| Uğur Yıldıran          | L'homme masqué                    | L'homme masqué est un assassin professionnel et maître en arts martiaux qui porte toujours un masque noir pour dissimuler son identité. Il travaille pour Çağatay Erdenet et Cumali Koçovalı Sr. Yamaç le tue. |
| Mehmet Bozdoğan        | Kumburgazlı Serdar                | Kumburgazlı Serdar est le chef d'une mafia qui travaille pour Feyyaz. Il conclut un accord avec Selim pour causer des problèmes à la famille Koçovalı. Il kidnappe Idris et Sena et attaque le quartier. Selim le tue. |
| Hüseyin Soysalan       | Feyyaz                            | Feyyaz est l'un des chefs de la mafia d'Istanbul et ami d'Idris. Il découvre l'identité de Beyefendi (Baykal) et souhaite l'annoncer à Yamaç, mais il est tué par le tireur d'élite engagé par Baykal, Laz. |
| Saygın Soysal          | Elvis                             | Elvis fait partie de la mafia russe et est l'un des partenaires de Baykal. Après l'enlèvement de Baykal, il kidnappe les femmes Koçovalı. Avec la mafia russe, il tue Baykal pour venger l'un des leaders de la mafia russe. Emrah le tue ensuite. |
| Emrullah Çakay         | Fatih                             | Fatih est le serviteur et bras droit de Çağatay Erdenet. Il fait passer des drogues dans le quartier de Çukur sur ordre de Çağatay. Yamaç le tue. |
| Ahmet Bağdatlı         | Sedat                             | Sedat fait partie de la mafia d'Istanbul et est un ami de Celil Timsah. Il collabore avec Uluç et Yücel pour prendre le contrôle de Çukur. Yamaç le tue. |
| Halil Babür            | Veysel/Çiyan                      | Salih's man, who was beaten to death by the Çukur residents for selling drugs. He survived and later appeared under his Veysel identity. He became Cumali's man, but later betrayed him and worked for Çeto and Mahsun. Killed by Cumali. |
| Çağrı Atakan           | Remzi                             | Remzi est un résident du quartier de Çukur et un ennemi de la famille Koçovalı. Il travaille pour les ennemis de Çukur afin de se venger de la famille Koçovalı. |
| Erman Cihan            | Şenol                             | Şenol est un armurier de la région de la mer Noire qui fait des affaires avec la famille Koçovalı et devient un ami proche de Yamaç. Murtaza le tue sur ordre de Çağatay Erdenet. |
| Erdağ Yenel            | Feyyaz Aktarcılar                 | Feyyaz Aktarcılar est un homme sans-abri avec quatre enfants qui devient résident du quartier de Çukur grâce à l'aide de Yamaç et devient serveur au café de Çukur. Cumali Koçovalı Sr. le force à épouser Cennet, mais il finit par divorcer d'elle. |
| Doruk Nalbantoğlu      | Isa                               | Isa, ancien homme de main des Koçovalı, trahit la famille. Lorsque sa trahison se révèle, il se suicide. |
| Gökşen Ateş            | Yıldız                            | Yıldız est une escorte qui travaille dans des nightclubs et fait partie des résidents de Çukur. Elle est amie avec Sena et ancienne amante de Cumali. Mère de trois enfants, elle ne peut pas épouser Cumali à cause de la désapprobation de Sultan. Elle finit par quitter le quartier. |
| Elif Doğan             | Hale                              | Hale est une journaliste qui ressemble physiquement à Meliha dans sa jeunesse. Elle devient amie avec Meliha et interviewe Idris Koçovalı à sa demande. Elle tombe amoureuse d'Aliço. Laz la tue sur ordre de Baykal. |
| Begüm Akkaya           | Seher                             | Seher est une femme sans-abri avec deux enfants qui trouve refuge dans la cabane d'Aliço. Elle tombe ensuite amoureuse d'Aliço et devient une bonne amie de la famille Koçovalı. |
| Aylin Engör            | Cennet Hatırsay                   | Cennet Hatırsay est la nourrice d'Idris Jr. Elle tombe amoureuse de Medet. Cumali Koçovalı Sr. la force à épouser Feyyaz, mais elle finit par divorcer de lui. |
| İpek Türktan           | Hatice Gümüş                      | Hatice Gümüş est la mère de Celasun. Elle souffre d'une profonde dépression après la mort de ses deux fils cadets, Recep et Bekir, tués par les Karakuzular. |
| Beste Kanar            | Deren                             | Deren est la meilleure amie de Sena. Elle a un faible pour Mahsun, mais il la torture en raison de son obsession pour Sena. |

## Bande originale
| No  | Titre                                                                    | Durée |
| --- | ------------------------------------------------------------------------ | ----- |
| 1.  | Çukur Jenerik Müziği – Toygar Işıklı                                     | 1:36  |
| 2.  | Git (Sezen Aksu)                                                         | 5:06  |
| 3.  | Bu kız (Son Feci Bisiklet)                                               | 2:56  |
| 4.  | Gamzendeki Çukur (Kubilay Aka & Hayko Cepkin)                            | 3:25  |
| 5.  | Yamaç & Sena (Çukur)                                                     | 4:59  |
| 6.  | Yaşamak İstemem (Yavuz Çetin)                                            | 5:33  |
| 7.  | Dinek Dağı (Neşet Ertaş)                                                 | 3:46  |
| 8.  | Gömün Beni Çukur'a (Eypio)                                               | 3:18  |
| 9.  | Mihriban (Musa Eroğlu)                                                   | 4:21  |
| 10. | Yaş Elli (Replikas)                                                      | 3:08  |
| 11. | Zalım (Ceylan Ertem)                                                     | 4:28  |
| 12. | Heyecanı Yok (Gazapizm)                                                  | 4:12  |
| 13. | Kalbim Çukurda (Cem Adrian & Gazapizm)                                   | 4:31  |
| 14. | Hiç Işık Yok (Melek Mosso & No.1)                                        | 5:10  |
| 15. | Derindeyim – (MRF)                                                       | 3:36  |
| 16. | Beni Siz Delirttiniz – (Cem Karaca)                                      | 3:02  |
| 17. | Keklik Gibi (Melek Mosso)                                                | 4:46  |
| 18. | Talihim Yok Bahtım Kara (Zeynep Bakşi Karatağ)                           | 4:53  |
| 19. | Nefes Bile Almadan (Redd)                                                | 4:48  |
| 20. | Çukur'un Dibi (Toygar Işıklı)                                            | 1:23  |
| 21. | Zombi Mahali (Adamlar)                                                   | 3:53  |
| 22. | Dur (Arın Aykut & Spunk)                                                 | 3:22  |
| 23. | Yemin Ederim (Heja & Şam)                                                | 3:01  |
| 24. | Nere Gitsen Çukur Orda (Toygar Işıklı & Çukurspor)                       | 3:37  |
| 25. | Cemalim (Erkin Koray)                                                    | 5:58  |
| 26. | Akrebin Gözleri (Erkin Koray)                                            | 7:05  |
| 27. | Nefes Al (Kadir Çermik & Saki)                                           | 3:45  |
| 28. | Kısır Döngü (Allame)                                                     | 2:53  |
| 29. | Çatapat (Tahribad-ı İsyan & Saki)                                        | 2:00  |
| 30. | Kefen Giydim (Pinhani)                                                   | 3:26  |
| 31. | Ya Sidi (Orange Blossom)                                                 | 4:35  |
| 32. | Nereden Bileceksiniz (Ahmet Kaya)                                        | 4:46  |
| 33. | Alla Beni Pulla Beni (Barış Manço)                                       | 2:50  |
| 34. | Kum Gibi (Çukur Canlı Performans) (Cem Adrian)                           | 5:00  |
| 35. | Mahsun (Bumerang) (Çukur)                                                | 1:27  |
| 36. | Karakuzular (Çukur)                                                      | 1:21  |
| 37. | Vartolu (Çukur)                                                          | 1:53  |
| 38. | Yamaç'ın İntikamı (Çukur)                                                | 2:15  |
| 39. | Unutulacak Dünler (Gazapizm)                                             | 4:55  |
| 40. | Ich Bin Çukur (Eko Fresh & Heja)                                         | 2:30  |
| 41. | Bıçak Sırtı (Toygar Işıklı)                                              | 1:52  |
| 42. | Cumali (Çukur)                                                           | 1:52  |
| 43. | Aliço (Çukur)                                                            | 1:52  |
| 44. | Habanera (Carmen)                                                        | 4:28  |
| 45. | Yoruldum (Adamlar)                                                       | 4:33  |
| 46. | Savaş Yeni Başlıyor (Bağlama Versiyon)                                   | 1:35  |
| 47. | Çağatay Erdenet (Çukur)                                                  | 5:39  |
| 48. | Arık Böke Erdenet (Çukur)                                                | 3:53  |
| 49. | Nedim (Çukur)                                                            | 1:28  |
| 50. | Cengiz Erdenet (Çukur)                                                   | 2:57  |
| 51. | Ögeday Erdenet (Çukur)                                                   | 3:24  |
| 52. | Seren Erdenet 'Nimet' (Didomido & Eglo G)                                | 2:16  |
| 53. | Sen Affetsen Ben Affetmem (Fairuz Derin Bulut)                           | 4:35  |
| 54. | Ay Karanlık (Cem Karaca)                                                 | 3:07  |
| 55. | Kanadım Değdi Sevdaya (Burcu Güneş)                                      | 4:52  |
| 56. | Darıldım (Aşık Mahzuni Şerif)                                            | 3:30  |
| 57. | Pisliğin Üstüne Basmışlar (Gazapizm)                                     | 3:22  |
| 58. | Sarı Çizmeli Mehmet Ağa (Barış Manço)                                    | 3:54  |
| 59. | Eski Libas Gibi (Öner Erkan)                                             | 3:57  |
| 60. | Çukur'dan Kaçış Yok (Fuat Ergin & Toygar Işıklı)                         | 3:33  |
| 61. | Garipler (Müslüm Gürses)                                                 | 6:45  |
| 62. | Garipler (Pera)                                                          | 5:33  |
| 63. | Ayrılık Acı Bir Şey (Müslüm Gürses)                                      | 4:30  |
| 64. | İyi Değilim (Azer Bülbül)                                                | 4:54  |
| 65. | Mican (Duble Salih)                                                      | 4:20  |
| 66. | Rest (Gönder Gelsin) (Ramiz Bayraktar)                                   | 2:37  |
| 67. | Adaletin Bu Mu Dünya? (Zeynep Bakşi Karatağ)                             | 3:43  |
| 68. | El Değmesin (Gökhan Güney)                                               | 2:08  |
| 69. | Yaşamak İstemem (Yavuz Çetin)                                            | 5:50  |
| 70. | Halime'm (Zara, Orhan Hakalmaz, Erol Köker, Zeynep Atagür, Elvan Erbaşı) | 3:46  |
| 71. | Delalım (Akif Çekirge)                                                   | 4:41  |
| 72. | Elinden Geleni Ardına Koyma (Devran Çağlar)                              | 5:23  |
| 73. | Türk Marşı (Ceza)                                                        | 2:02  |
| 74. | Küçük Sevgilim (Mor ve Ötesi)                                            | 4:13  |
| 75. | Odam Kireç Tutmuyor (Cem Karaca)                                         | 4:35  |
| 76. | Ela Gözlüm (Cem Adrian)                                                  | 4:02  |
| 77. | Ruhumda Sızı (Ender Balkır)                                              | 6:02  |
| 78. | Sen Gel Diyorsun (Öf Öf) (Cem Adrian)                                    | 6:02  |
| 79. | Ayrılık Hasreti (Seyfi Yerlikaya & Özge Öz Erdoğan)                      | 4:16  |
| 80. | Bir Ay Doğar (Cengiz Özkan)                                              | 4:31  |
| 81. | Akşam Olur Karanlığa Kalırsın (Nida Ateş)                                | 7:00  |
| 82. | Nice Nice Yıllara (Selda Bağcan)                                         | 5:11  |
| 83. | Yalan Dünya (Zeynep Bakşi Karatağ)                                       | 3:31  |
| 84. | Haberin Yok Ölüyorum (Duman)                                             | 6:02  |
| 85. | Soran Yok Bilen Yok (Mazlum Çimen)                                       | 3:58  |
| 86. | Durdurun Dünyayı (Damla Sönmez)                                          | 4:41  |
| 87. | Sığmazam (Cavit Murtezaoğlu)                                             | 6:24  |
| 88. | Su Ver Leylam (Damla Sönmez)                                             | 2:21  |
| 89. | Sen Affetsen Ben Affetmem (Damla Sönmez)                                 |       |
| 90. | Son Mektup (Damla Sönmez)                                                |       |
| 91. | Sorma Ne Haldeyim (Damla Sönmez)                                         |       |
| 92. | Bu Sokaklar Acıya Kardeş olur (Toygar Işıklı & Kubilay Aka)              | 3:16  |
| 93. | Islak Islak (Barış Akarsu)                                               | 4:43  |
| 94. | Nefes Al (Kadir Çermik)                                                  | 4:00  |
| 95. | Bu Son Olsun (Cem Karaca)                                                | 2:49  |
| 96. | Savaşın İçindeyim (Toygar Işıklı & Kamufle)                              | 3:00  |

## Diffusion internationale
- Iran sur Gem TV depuis 2019 sous le nom de Godal (گودال). Doublée en persan.
- Éthiopie sur Kana TV depuis 2019 sous le nom de የኛ ሰፈር (amharique : የኛ ሰፈር)
- Modèle:Country data Monde arabe sur beIN Drama depuis 2019 sous le nom de Alhufra (الحفرة). Doublée en arabe.
- Afrique du Sud sur Eextra depuis 2022 en tant que Die Put en afrikaans (en anglais, The Pit)
- Bosnie-Herzégovine sur Nova BH depuis 2022 sous le nom de Jama
- Serbie sur Nova S depuis 2021 sous le nom de Jama (1ère saison uniquement).
- Albanie sur TV Klan depuis novembre 2022
- Roumanie on Happy Channel depuis le 9 janvier 2019 sous le nom de Legea Familiei.

## Bookmaking
Gökhan Horzum, scénariste de la série, publie un livre intitulé Yamaç's Return - Çukur sur la première saison en octobre 2019 . Serçin Çabuk et Banu Üstündağ Hatip réalisent la conception de la couverture du livre.

## Aperçu de la série
| Saison | Episodes | Diffusé à l'origine | Diffusé à l'origine |
| ------ | -------- | ------------------- | ------------------- |
| Saison | Episodes | Première diffusion  | Dernière diffusion  |
| 1      | 33       | 23 octobre 2017     | 11 juin 2018        |
| 2      | 34       | 17 septembre 2018   | 27 mai 2019         |
| 3      | 25       | 16 septembre 2019   | 16 mars 2020        |
| 4      | 39       | 7 septembre 2020    | 7 juin 2021         |

### Commentaires
La série Çukur véhicule une image négative du quartier, le réduisant à une "fosse", en contraste avec les séries télévisées turques des années 2000 qui mettent en valeur la culture du quartier. Nurdan Gürbilek analyse la série sous l'angle de la "famille, masculinité et mafia" dans une section dédiée de son ouvrage Second Life. Dans cette fiction, le héros quitte initialement son foyer pour ensuite revenir en tant que sauveur d'un quartier menacé. Gürbilek voit dans ce récit une réinterprétation classique de l’histoire du retour et le considère comme une version populaire du mythe de "l'homme rentrant chez lui". Elle note également que la musique de la série, principalement composée de morceaux de rap interprétés par Gazapizm et Eypio, s'intègre aux scènes de violence et se transforme en une forme de musique de combat rapproché. La lutte des héritiers, marquée par la figure paternelle et la chute du père, porte le nom de "lutte des frères". D'un autre côté, ceux placés sous l'autorité de Baba (Idris et d'autres) et du chef de quartier (Yamaç et d'autres), et qui se présentent comme les protecteurs et sauveurs des habitants défavorisés du quartier, portent le nom de "enfants sans père". Selon Gürbilek, le quartier apparaît comme un "espace libéré", où le désespoir des habitants les rattache à l'ordre patriarcal et à une conception de la masculinité propre à ce microcosme social.

### Plaintes
Depuis sa diffusion, la série télévisée Çukur suscite de nombreuses critiques. Les scènes de conflit armé, de peur, de violence et de torture entraînent l'amende administrative de la chaîne par RTÜK . Ercan Kesal, présent dans Çukur pendant deux saisons et impliqué dans le débat sur les plaintes, répond : « Lorsque vous comparez le problème de la violence dans Çukur avec celle de la vie quotidienne, c'est beaucoup plus innocent.»

## Symbole
Le symbole de la série et du quartier de Çukur, représenté par <•••>, se retrouve tatoué sur les corps des membres du quartier et gravé sur les murs de Çukur ainsi que dans les pays où la série connaît une grande popularité. Dans la série, ce symbole se décrit de la manière suivante : la flèche supérieure représente le toit, signifiant qu'une personne en difficulté peut se rendre dans le quartier, frapper à la porte d'une maison et montrer son tatouage pour recevoir l'aide et l'hospitalité de ses habitants. Le premier point symbolise la famille au sein du foyer (père, mère, frère, sœur), le deuxième représente la famille élargie du quartier, composée des voisins, amis et partenaires, et le troisième incarne la famille Koçovalı, prête à défendre Çukur et protégée par le quartier en retour. La flèche inférieure évoque une fosse. Le symbole dans son ensemble signifie que tant qu’un toit nous couvre, qu’une fosse est sous nos pieds et que notre famille se tient entre les deux, la mort ne peut nous atteindre dans ce monde.